# ミンガラドン郡区
ミンガラドン郡区 (ビルマ語: မင်္ဂလာဒုံ မြို့နယ် 英語: Mingaladon Township)はミャンマー ヤンゴン市 ヤンゴン北部県にある郡区。郡区は31の小区（Ward）によって構成される。郡区の北はモビ郡区、東は北オッカラパ郡区、西はインセイン郡区とシェピタ郡区、南はマヤンゴン郡区に接する 。ミンガラドン郡区は他の地域に比べて、開発途上にあり、基本的な公共サービスが不足している。
ミンガラドン郡区には、ヤンゴン国際空港、ローガー国立公園がある。

## 交通
ミンガラドン郡区のアウン・ミンガラ・バスターミナルでは、エーヤワディ地方域の都市を除く、主要な都市、町とを接続する高速バスが発着している。

## 教育
ミャンマーの上位大学のひとつであるヤンゴンコンピュータ大学(UCSY)が、ミンガラドン郡区内、ローガー国立公園の西端に立地している。ミャンマー防衛看護医療補助学院（DSINPS） も郡区内に立地する。

## 産業
- ミンガラドン工業団地